# Марчуковский
Марчуковский — хутор в Киквидзенском районе Волгоградской области России, в составе Дубровского сельского поселения.
Население — 1 (2010)

## История
Хутор Марчуков относился к юрту станицы Филоновской Хопёрского округа Земли Войска Донского (с 1870 — Область Войска Донского). В 1859 года на хуторе проживали 122 мужчины и 120 женщин. Согласно переписи 1873 года на хуторе проживали 116 мужчин и 123 женщины, в хозяйствах жителей имелись 95 лошадей, 78 пар волов, 292 головы прочего рогатого скота, 800 овец. Согласно переписи населения 1897 года на хуторе проживали 152 мужчины и 174 женщины, из них грамотных: мужчин — 76 (50 %), грамотных женщин — 2.
Согласно алфавитному списку населённых мест Области Войска Донского 1915 года земельный надел хутора составлял 1700 десятин, на хуторе проживали 218 мужчин и 188 женщин, имелись хуторское правление, церковно-приходская школа.
С 1928 году хутор — в составе Преображенского района (в 1936 году переименован в Киквидзенский район) Хопёрского округа (упразднён в 1930 году) Нижне-Волжского края (с 1934 года — Сталинградский край, с 1936 года — Сталинградская область, с 1961 года — Волгоградская область).

## География
Хутор находится в пределах Хопёрско-Бузулукской равнины, являющейся южным окончанием Окско-Донской низменности, на левом берегу реки Бузулук, на границе с Новоаннинским районом (напротив хутора Альсяпинский), на высоте около 90 метров над уровнем моря. Со всех сторон хутор окружён пойменными и искусственными лесами. Почвы — пойменные нейтральные и слабокислые и чернозёмы южные и обыкновенные.
По автомобильным дорогам расстояние до областного центра города Волгоград составляет 280 км, до районного центра станицы Преображенской — около 20 км, до хутора Дубровский — 9 км.
Часовой пояс
Марчуковский, как и вся Волгоградская область, находится в часовой зоне МСК (московское время). Смещение применяемого времени относительно UTC составляет +3:00.

## Население
Динамика численности населения по годам:
| 1859 | 1873 | 1897 | 1915 | 1987 |
| ---- | ---- | ---- | ---- | ---- |
| 242  | 239  | 326  | 406  | ≈30  |

| 2010 |
| ---- |
| 1    |